# Podgórz (Toruń)
Podgórz (niem. Podgorz, Amberg) – część urzędowa Torunia, zlokalizowana na lewobrzeżu, na historycznych Kujawach, dawniej miasto. Podgórz uzyskał lokację miejską w 1611 roku, zdegradowany w 1833 roku, ponowne nadanie praw miejskich w 1924 roku. Przyłączony do Torunia w 1938 roku. Podgórz ma południkowy układ działek. Główną ulicą Podgórza jest Poznańska (dawniej ulica Główna), pełniąca rolę reprezentacyjną.

## Lokalizacja
Podgórz zlokalizowany jest w południowo-zachodniej części miasta, od północy graniczy z Piaskami, od wschodu ze Stawkami, od południa z gminą Wielka Nieszawka, zaś od zachodu z Glinkami i gminą Wielka Nieszawka. Granicę z Piaskami wyznaczał strumyk do stawu młyńskiego. Strumyk rozpoczyna się na poligonie, płynie przez Stawki, obok klasztoru franciszkanów, kanałem pod ulicą Poznańską, przez zlewnię przy ulicy Młyńskiej i kanał pod torami kolejowymi, kończąc się w Wielkiej Nieszawce. Na niektórych odcinkach strumyk jest skanalizowany. Za słup graniczny uznawano słup z granitu w pobliżu Kościoła Świętych Apostołów Piotra i Pawła w Toruniu. Został usunięty w 2007 roku, na jego miejscu ustawiono replikę.

## Nazwa
Pierwsza wzmianka w źródłach o Podgórzu jest datowana na 16 maja 1555 rok. Treść dokumentu to decyzja Zygmunta II Augusta o odsunięciu od linii brzegowej osady Stara Nieszawa-Dybów i przeniesienie jej na wzniesienie (pod górę). Ze względu na lokalizację, nowa osada przyjęła nazwę Podgórz. Ze względu na trudności z pisownią nazwą, zawierającą litery ó i rz, do 1793 roku w źródłach pojawiały się formy: Podgurz, Podgorz, Podgusz, Podgoz. W 1881 roku burmistrz Torunia Georg Bender zaproponował nazwać miejscowość Diebau. W 1894 roku władze Torunia przygotowały plan budowy Wielkiego Torunia. Według planu Podgórz miał znaleźć się w granicach Torunia i przyjąć nazwę Thorn Süd. Na początku XX wieku władze pruskie proponowały zmienić nazwę miejscowości na Amberg bądź Bergenau. W 1906 roku zaproponowano zmienić nazwę Podgórza na Delbrück, na cześć niemieckiego polityka Clemensa von Delbrücka. Propozycję zablokował sam zainteresowany. We wrześniu 1939 roku komisarz Walter Kiessling przedstawił Albertowi Forsterowi propozycje zmiany nazw lewobrzeżnych dzielnic Torunia. Podgórz miał przyjął nazwę Thorn Amberg i należeć do kwartału Thorn Süd (Toruń Południe). Rozporządzenie zmieniające nazwę Podgórza wydano 4 listopada 1939 roku. Po wojnie wróciła pierwotna polska nazwa Podgórza.

## Herb miasta

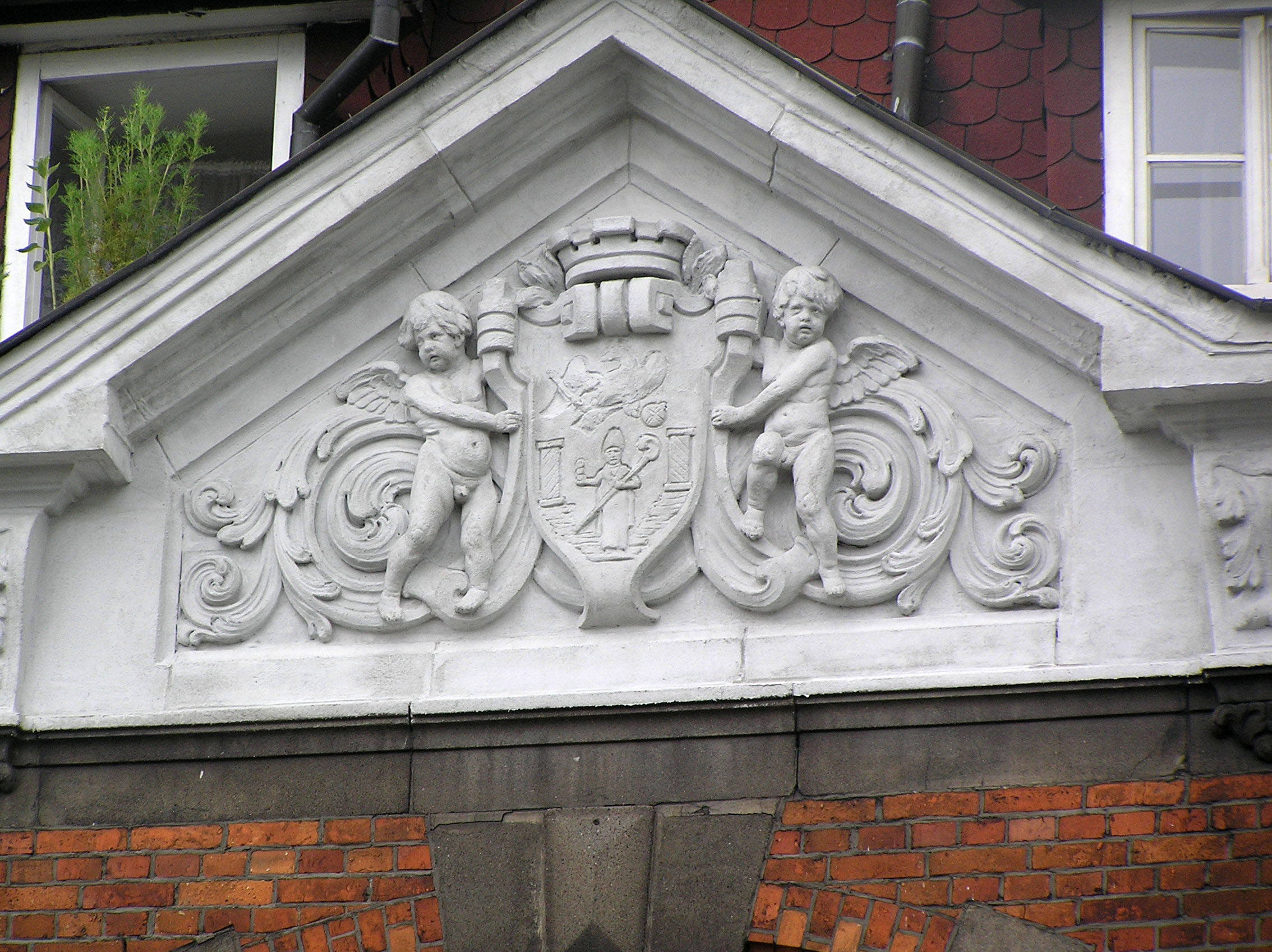
Herb Podgórza na ratuszu

Najstarszy znany wizerunek herbu Podgórza pochodzi z 1570 roku i przedstawia Madonnę z Dzieciątkiem. Nieznana jest data zastąpienia Madonny w herbie na św. Mikołaja. Najstarszy znany tłok pieczętny z wizerunkiem św. Mikołaja pochodzi z 1603 roku. Prawdopodobnie zmiana postaci wiązała się z faktu, że Madonna była patronką Torunia, a św. Mikołaj patronem kościoła w Nieszawie-Dybowie. W okresie zaboru pruskiego w tarczy herbu znajdował się orzeł pruski. W 1923 roku Rada Miejska Podgórza zastąpiła pruskiego orła polskim. W 1925 roku Podgórz wrócił do herbu sprzed zaboru pruskiego, zastępując napis łaciński na polski. W 1934 roku ustanowiono ostateczny wzór herbu, według projektu Józefa Wykrzykowskiego. W herbie znalazł się wizerunek św. Mikołaja, stojącego pomiędzy dwiema kolumnami. Na herbie umieszczono również godło państwowe. Po przyłączeniu Podgórza do Torunia herb stał się formą historyczną.

## Historia

### Czasy najdawniejsze

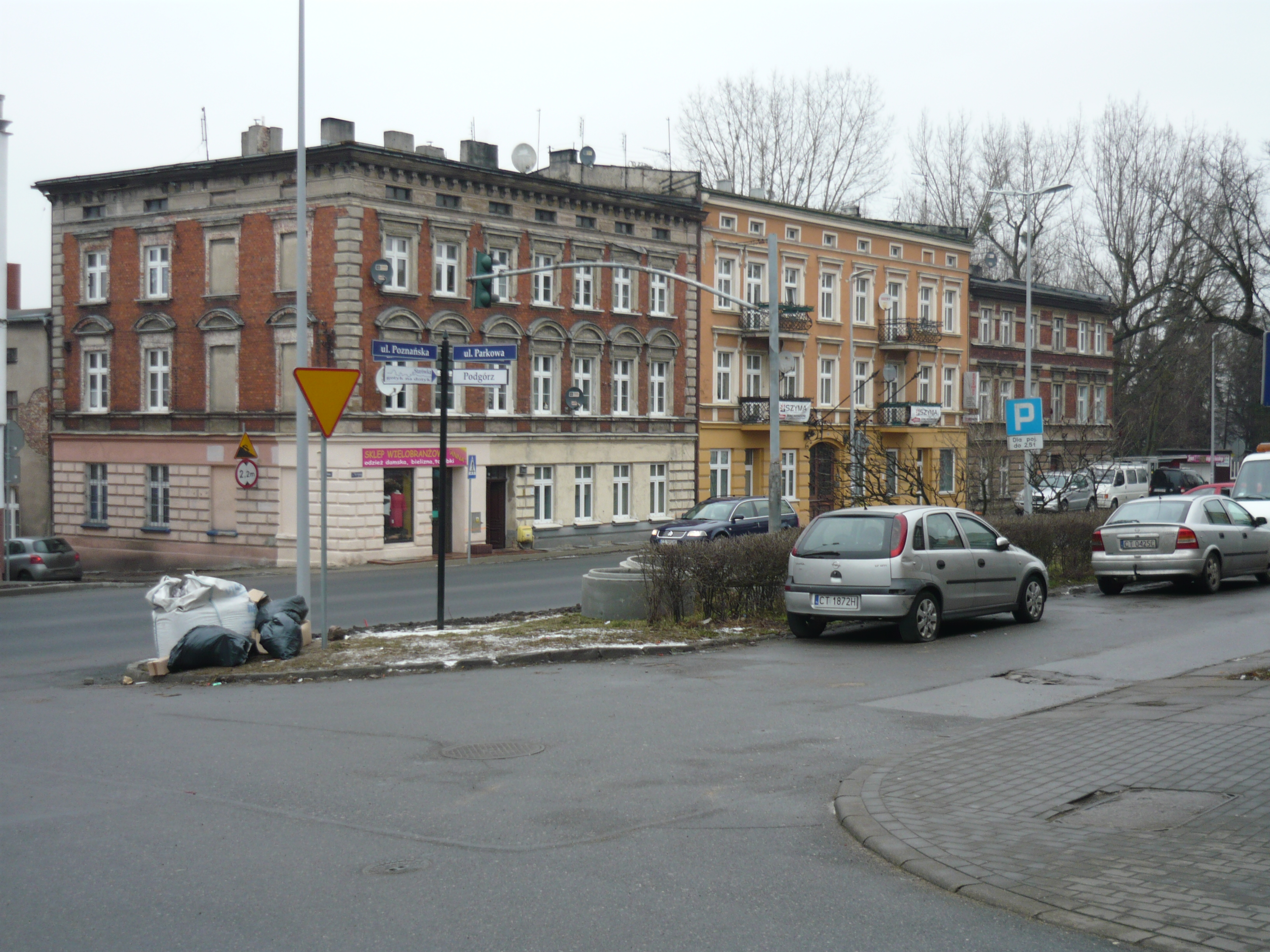
Dawny rynek w Podgórzu

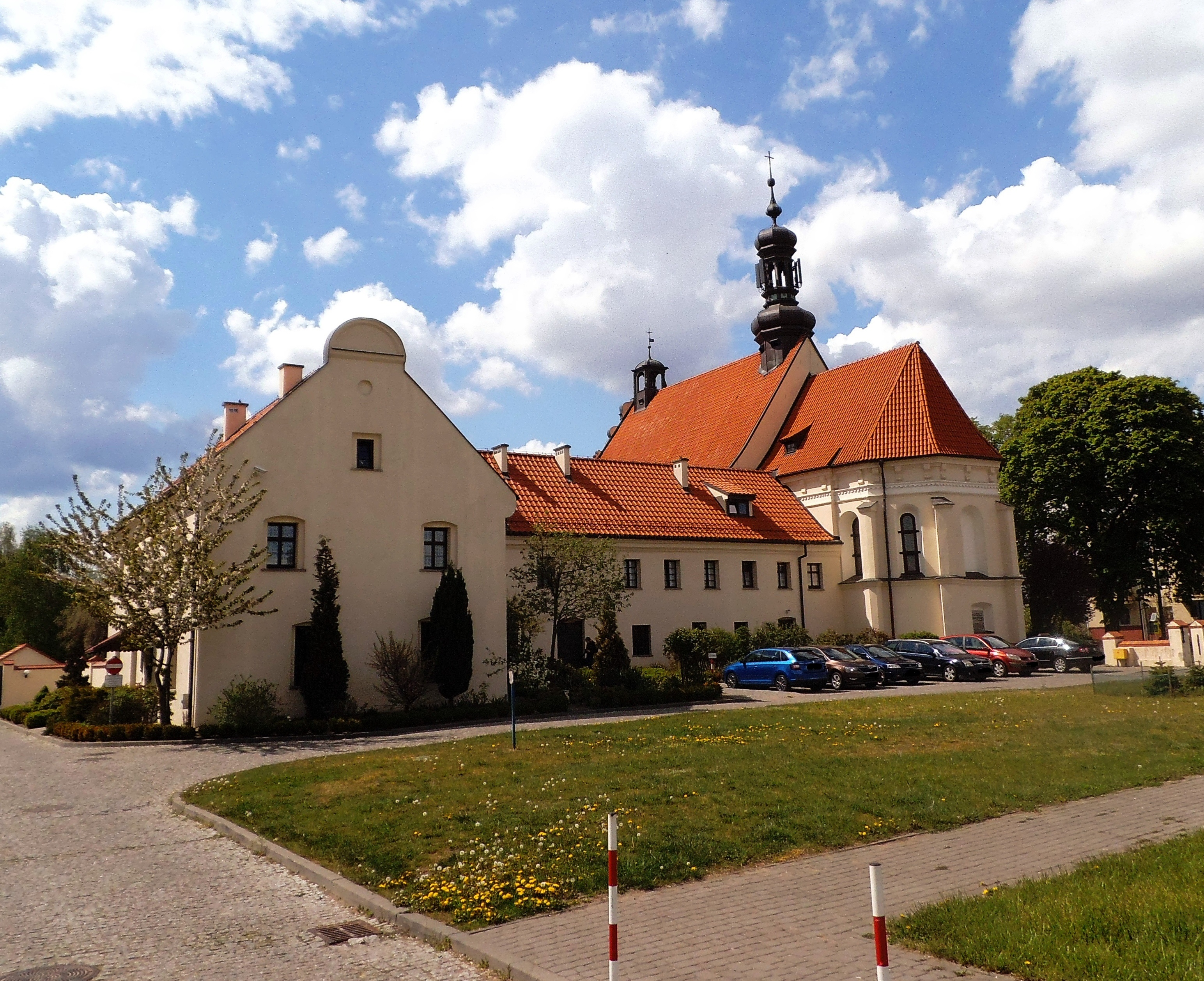
Kościół Świętych Apostołów Piotra i Pawła, widok od strony wschodniej

Pierwsza źródłowa wzmianka o Podgórzu pochodzi z roku 1555. Początkowo na obszarze Podgórza znajdowała się osada handlowa i rzemieślnicza Nieszawa, rozwijająca się wokół Zamku Dybów. Wskutek interwencji Torunia zamek przenoszono dwukrotnie (na mocy decyzji z 22 września 1460 roku i 16 maja 1555 roku). Prawdopodobnie w 1460 roku część mieszkańców Nieszawy nie zdecydowała się na przeniesienie w nowe miejsce i wbrew zakazowi wydanemu przez króla Kazimierza IV Jagiellończyka zaczęła odbudowywać swoje domy zniszczone podczas wojny trzynastoletniej. Osadę nazwano Starą Nieszawą. W 1555 roku Starą Nieszawę-Dybów przeniesiono na wzniesienie i przemianowano na Podgórz. Podgórz nie miał praw handlowych. Przyjmuje się, że Podgórz powstał na mocy królewskiego dokumentu z 16 maja 1555 roku, jednak osada mogła powstać wcześniej, gdy mieszkańcy Nieszawy opuścili swoje domy, po czyn następnie wszystkie budynki zniszczono. Pierwszy przywilej handlowy dla Podgórza wydał król Stefan Batory dnia 23 grudnia 1576 roku. Prawdopodobnie w 1598 roku powstał kościół św. Anny.
W XVII wieku w Podgórzu mieściły się magazyny, gdzie przechowywano kosy i kamienie młyńskie sprowadzane ze Śląska i Wielkopolski, skąd trafiły finalnie do Torunia. 7 listopada 1611 roku król Zygmunt III Waza nadał Podgórzowi prawa miejskie. Miasto należało do województwa inowrocławskiego. W 1644 roku wybudowano Kościół Świętych Apostołów Piotra i Pawła. Kościół konsekrowano w 1659 roku. Kościół należał do zakonu franciszkanów do 1832 roku. W 1765 roku Podgórz liczył 31 domów mieszkalnych i 20 pustych placów. Do 1771 roku liczba zamieszkałych domów wzrosła do 35 i plebanii. W 1771 roku do osiedla włączono część wsi Piaski. 6 marca 1793 roku Podgórz został zajęty przez Prusy.

### Lata 1793–1920

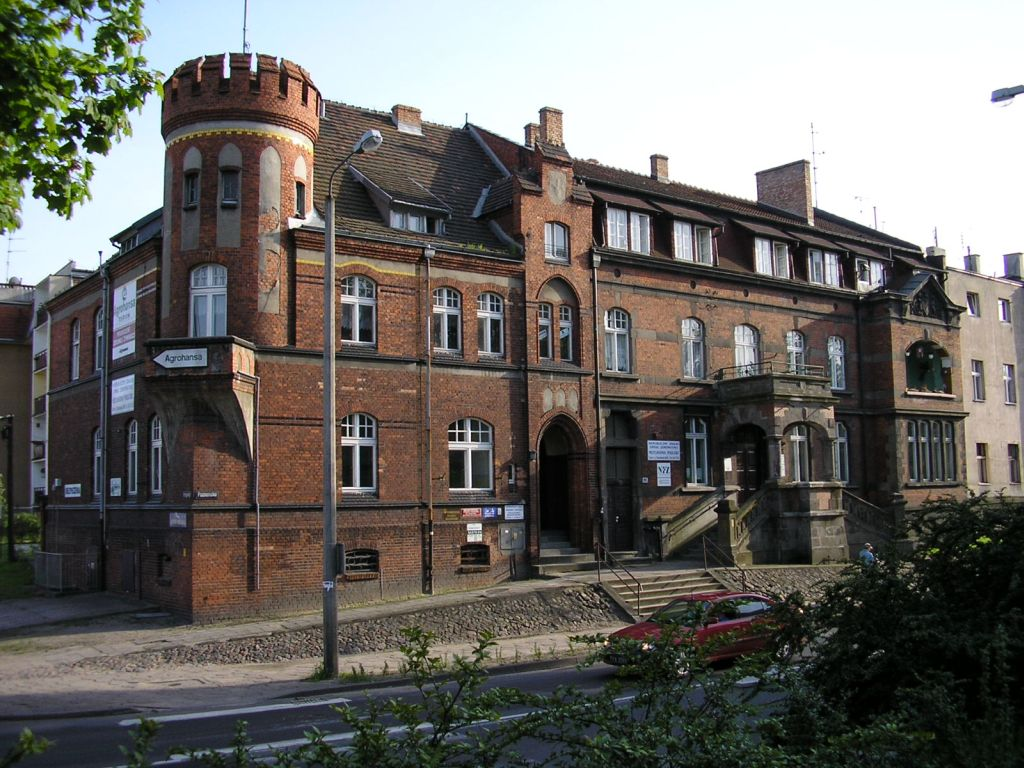
Dawny ratusz

W wyniku wojen napoleońskich Podgórz został zajęty przez wojska francuskie dnia 17 listopada 1806 roku. W nocy z 28 na 29 listopada armia pruska bezskutecznie próbowała odzyskać kontrolę nad miejscowością. 15 maja 1809 roku w wyniku starć wojsk francuskich z austriackimi doszło do zniszczenia kilku budynków w Podgórzu. Podczas wojen napoleońskich, 24 stycznia 1813 roku (według innego źródła 23 grudnia 1812) na rozkaz marszałka Davout miasteczko zostało spalone. Przygotowania do zniszczenia miejscowości rozpoczęto 14 stycznia. Zniszczony został m.in. drewniany kościół św. Anny. Podczas pożaru zniszczono dokumenty, w wyniku czego niemożliwe stało się pełne odtworzenie historii Podgórza przed 1811. W 1815 roku Podgórz wrócił pod panowanie Prus. W latach 1815–1819 Wilhelm Stettner sprawował funkcję komisarza tzw. nowych terenów (tj. Podgórza oraz: Piasków, Radziejowa, Silna, Grabowca, Kopanina, regionu dybowskiego, ostrowąskiego i ciechanowskiego), podległych władzom Torunia. W praktyce, ze względu na podeszły wiek Stettnera, terenami zarządzał kierownik biura policji Gottlieb Mellien. W 1828 roku w Podgórzu żyło 583 mieszkańców. W wyniku epidemii cholery liczba mieszkańców spadła do 533 w 1831 roku. Pierwszy przypadek zachorowania zanotowano 20 lipca 1831 roku. Cztery dni później choroba rozprzestrzeniła się z Podgórza do Torunia.
W 1832 roku w Prusach uchwalono nową ustawę o ustroju miasta. W wyniku przeprowadzonej ankiety mieszkańcy Podgórza opowiedzieli się za zrzeczeniem się praw miejskich, gdyż status miasta nakładał większe obowiązki podatkowe. Formalnie Podgórz utracił prawa miejsce rok później. W 1840 roku w Podgórzu znajdowało się 61 domów mieszkalnych, zamieszkałych przez 469 mieszkańców.
Po oddaniu do użytku fragmentu linii kolejowych Bydgoszcz-Toruń (w 1861 roku) i Berlin-Warszawa (w 1862 roku), budowie mostu kolejowego w latach 1870–1873 i powstaniu licznych fortyfikacji, Podgórz przeżywał okres gwałtownego rozwoju. W latach 1896–1897 budowano kościół ewangelicki. W latach 70. XIX wieku rozpoczęto rozmowy w sprawie przyłączenia Piasek do Podgórza. W 1873 roku utworzono obwód (Amtbezirk) Podgórz. Oprócz Podgórza w jej skład wchodziły: Brzoza, wieś i majątek Czerniewice, Piaski, Rudak i Stawki. W 1876 roku do Podgórza przyłączono osadę Kluczyki. W 1902 roku wytyczono plan rynkowy. W tym samym roku utworzono Zweckverband der Gemenide Podgorz und Piask (pol. Międzykomunalny Związek Współcelowy Podgórz – Piaski). Celem związku było uregulowanie kwestii szkolnictwa, opieki społecznej, straży pożarnej i podział kosztów przyłączenia Piasków do Podgórza. W 1904 roku firma Carl Franke z Bremy rozpoczęła budowę gazowni na Kluczykach. W latach 1906–1910 miał miejsce dynamiczny rozwój Podgórza. W 1907 roku rozpoczęto budowę gmachu ratusza i poczty, według projektu Richarda Kuhra z Torunia. W 1908 roku rozpoczęto budowę kanalizacji. W 1910 roku powstał wodociąg. Ponadto w latach 1906–1910 powstał pomnik Kriegerdenkmal (pomnik Pruskiego Wojaka), kostnica miejska oraz rozbudowano Browar Pomorski. 18 stycznia 1920 roku wojska polskie pojawiły się w Podgórzu.

### Okres międzywojenny
7 maja 1920 roku odbyło się pierwsze posiedzenie rady miejskiej po przyłączeniu Podgórza do Polski. W tym czasie Podgórz liczył 2837 mieszkańców. 15 maja 1920 roku przeprowadzono zmianę nazw ulic, z niemieckich na polskie. W 1929 roku w 150. rocznicę śmierci gen. Kazimierza Pułaskiego przemianowano nazwę ulicy Głównej na ulicę Pułaskiego. Pod koniec 1923 roku w herbie Podgórza zamieniono orła pruskiego na polskiego. 29 grudnia 1924 roku Podgórz odzyskał prawa miejskie.
25 lutego 1925 roku przywrócono herb z okresu staropolskiego. W latach 1925–1934 do Podgórza przyłączono gminę wiejską Piaski. W latach 1928–1929 poszerzono ulicę Główną. Na przełomie lat 20. i 30. miał miejsce ożywiony ruch budowlany. Wydzielono działki przy ulicy Hallera (na tzw. ziemi klasztornej), Idzikowskiego, Kluczyki, Stawki i Wyrzyska. W wyniku rozbudowy miasta liczba mieszkańców wzrosła z 3267 (w 1931) do 4682 (1933). W 1933 roku powołano Komitet Rozbudowy miasta Podgórza, zajmującej się uregulowaniem rozwoju budownictwa w Podgórzu. W tym samym roku rozpoczęto przygotowania do elektryfikacji Podgórza. W 1934 roku władze miasta podpisały umowę na budowę sieci elektrycznej z Wielkopolskim Towarzystwem Elektryfikacyjnym w Poznaniu. 24 grudnia 1934 roku miasto zostało połączone z Toruniem linią tramwajową biegnącą po nowo wybudowanym moście (linia przetrwała do sierpnia 1984 roku). 25 kwietnia 1934 roku Podgórz powiększył się o część gminy Piaski, a w 1935 roku o wieś Stawki. W 1935 roku ulicę Parkową przemianowano na ulicę Bronisława Pierackiego.
W 1921 roku w Podgórzu powstał Komitet Obywateli Wschodniej Syberii i Dalekiego Wschodu, który miał za zadanie dbać o prawa mniejszości rosyjskiej w Toruniu. Komitet nie rozpoczął działalności, gdyż nie został zarejestrowany przez władze miasta.
W drugiej połowie lat 30. dzisiejsza ulica Poznańska nosiła imię Kazimierza Pułaskiego.

### Przyłączenie Podgórza do Torunia
Pierwsze plany przyłączenia Podgórza do Torunia pochodzą z 1870 roku. 12 września 1907 roku burmistrz Torunia Georg Kersten przygotował memoriał o przyłączeniu Podgórza, Piasków, Stawek i Rudaka do Torunia. Kersten argumentował swoją decyzję istnieniem dworca kolejowego Toruń Główny (zlokalizowano po lewej stronie Wisły) oraz wpływami z podatku od nieruchomości. Mieszkańcy Podgórza negatywnie odnieśli się do propozycji, podczas gdy rada gminna Stawek wyraziła się o propozycji z aprobatą. Po zakończeniu I wojny światowej niemieccy mieszkańcy Podgórza opowiadali się za przyłączeniem Podgórza do Torunia. Niemieccy mieszkańcy pragnęli znaleźć się na obszarze przynależnym do Niemiec, na co miał szansę Toruń. Stanowisko Niemców straciło na ważności po powrocie Podgórza i Torunia do Polski dnia 18 stycznia 1920 roku. Trwające z przerwami od 1918 roku rozmowy pomiędzy komisją podgórską a władzami Torunia w sprawie budowy mostu i poprowadzenia przezeń linii tramwajowej oraz przyłączenia Podgórza do Torunia zostały zerwane lutym 1923 roku przez komisję podgórską. W 1927 roku władze Podgórza i Torunia wróciły do rozmów w sprawie budowy mostu. Podczas rozmów wrócił temat aneksji Podgórza. W 1928 roku burmistrz Podgórza Tadeusz Weber zaaprobował przyłączenie Podgórza do Torunia.
Przez prawie cały okres międzywojenny mieszkańcy Podgórza byli przeciwni przyłączeniu Podgórza do Torunia. Największe obawy mieszkańców wiązały się z ustaleniem nowych opłat i podatków i narzucenie Podgórzowi spłaty toruńskiego zadłużenia (sam Podgórz miał zbilansowany budżet). 28 listopada 1935 roku odbył się wiec protestacyjny przeciwko planom aneksji Podgórza. 29 listopada 1935 roku władze Torunia wydały memoriał w sprawie przyłączenia Podgórza do Torunia. Aneksją Podgórza zajmował się Sejm Rzeczypospolitej Polskiej. W 1937 roku do Sejmu wpłynął projekt ustawy o zniesieniu miasta. Ustawę uchwalono 11 marca 1937 roku, a w życie weszła 8 kwietnia 1937 roku. Rozporządzenie o zmianie granic Torunia Rada Ministrów wydała 10 marca 1938 roku. Oba dokumenty weszły w życie 1 kwietnia 1938 roku. Podgórz przyłączono do Torunia. W wyniku zmiany granic miasta liczba mieszkańców Torunia wzrosła o ponad 10 tys. osób.

### II wojna światowa

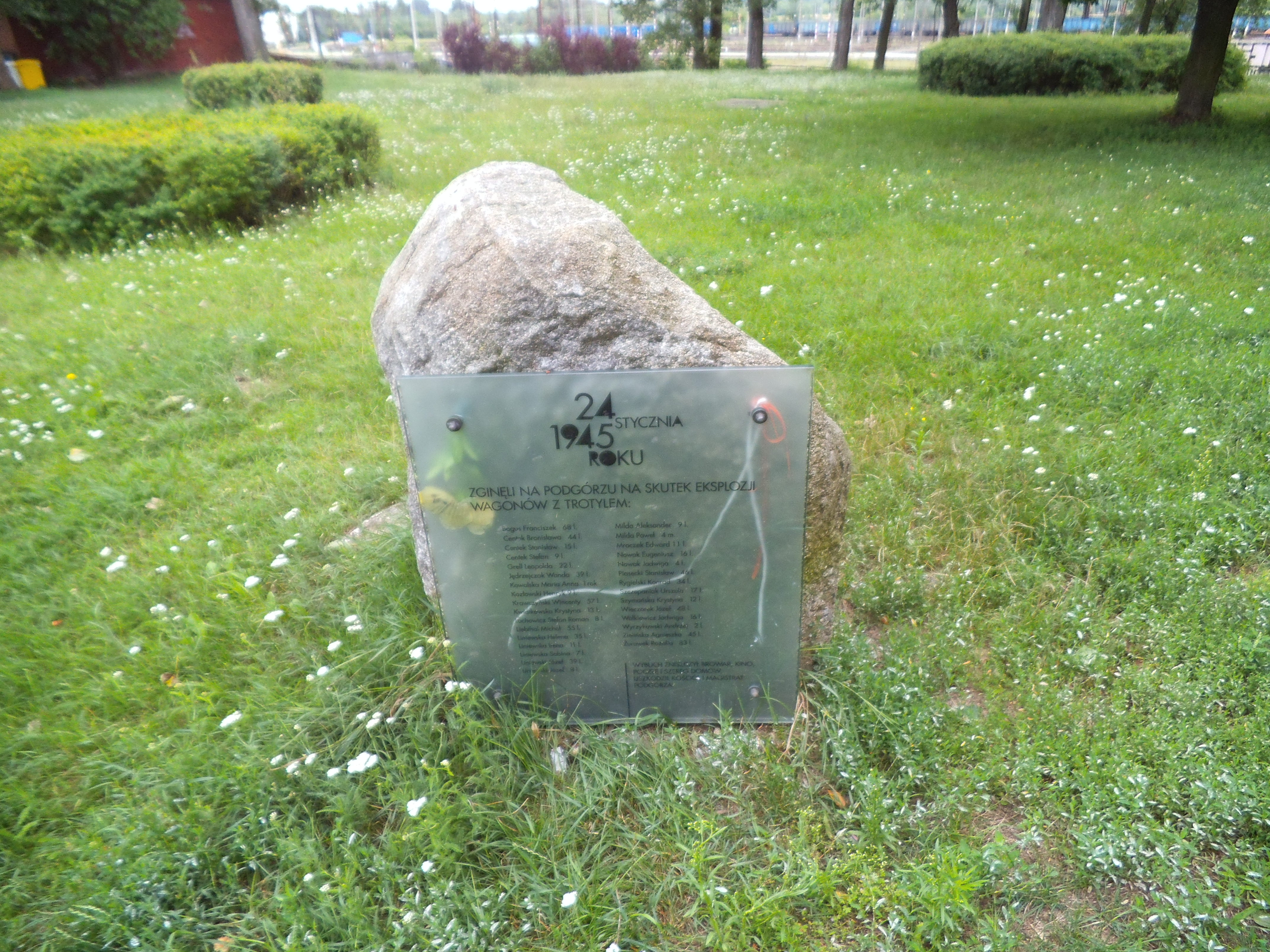
Kamień upamiętniający polskich mieszkańców Podgórza, którzy zginęli w wybuchu wagonów kolejowych w 1945 roku

W czasie kampanii wrześniowej stacjonowała tu 43 Eskadra Towarzysząca. We wrześniu 1939 roku zbombardowano kościół ewangelicki, gdzie według niepotwierdzonych przekazów mieściło się stanowisko obrony przeciwlotniczej. Wycofujące się wojska polskie wysadziły oba mosty. 7 września 1939 roku Toruń skapitulował.
W październiku 1939 roku wojska niemieckie dokonały zbrodni w Barbarce. Wśród zamordowanych znaleźli się mieszkańcy Podgórza, między innymi: sekretarz miasta Józef Nowak, ks. Antoni Januszewski, działacz społeczny Leon Szymański, podoficer Wojska Polskiego i rusznikarz Józef Serafin, radny Kazimierz Wieczorek. Podczas akcji likwidacji polskiej inteligencji (trwającej od 17 do 21 października 1939 roku) zatrzymano ks. Józefa Domachowskiego. Gestapo zabroniło Domachowskiemu wykonywanie pracy duszpasterskiej. Ks. Domachowski został ponownie aresztowany 2 (lub 3) listopada 1939 roku. Wraz z ks. Stefanem Wincentym Frelichowskim 10 stycznia 1940 roku znalazł się w transporcie do niemieckiego nazistowskiego obozu koncentracyjnego Stutthof. Ks. Domachowski zmarł 4 kwietnia (według innego źródła 12 marca) 1940 roku w obozie. W obozach koncentracyjnych zginęli również nauczyciel i aktor Bogusław Magiera (Dachau (KL)) i nauczyciel Paweł Kałamarski (Sachsenhausen (KL)).
W miejscu dawnej cegielni Twierdzy Toruń istniał obóz dla robotników przymusowych, w których więziono Francuzów, Ukraińców, Czechów i Słowaków. Przy ulicy Kluczyki mieścił się obóz dla Żydówek. W Krowim Mostku w latach 1941–1942 mieścił się podobóz dla jeńców radzieckich. Istniejące na lewobrzeżnym Toruniu forty weszły w skład Stalagu XX A (Coppernicus Lager). Przetrzymywano w nich jeńców angielskich, radzieckich, francuskich, belgijskich, jugosłowiańskich i włoskich. Na Glinkach działał Stalag 312/XX C dla jeńców radzieckich. Po wojnie obóz jeniecki został całkowicie rozebrany.
Podczas II wojny światowej wybudowano kolejową wieżę ciśnień, lokomotywownię Kluczyki i domy dla przesiedleńców. Władze okupacyjne planowały budowę nowego mostu drogowego, o konstrukcji wiszącej. Most miał być poprowadzony ponad torami kolejowymi. W kwietniu 1942 roku zarekwirowano zachowane dzwony z kościoła ewangelickiego. W czerwcu 1945 roku dzwony przekazano kościołowi ewangelicko-augsburskiemu pw. św. Szczepana w Toruniu. Podczas II wojny światowej nabożeństwa dla ewangelików odbywały się regularnie. Prowadził je superintendent okręgu toruńskiego pastor Max Herrmann. 2 listopada 1941 roku parafia ewangelicka świętowała 50-lecie.
Podczas wojny został zbombardowany również budynek przy ul. Parkowej 31, zbudowany w 1911 roku.
W marcu 1943 roku w mieszkaniu Romany Dębskiej przy ul. Poznańskiej 105 powstał punkt łączności dla komórki wywiadu kolejowego Inspektoratu Armii Krajowej Toruń oraz wywiadu Okręgu. Punkt kontaktował się z kwaterą sztabu, mieszczącą się przy ul. Warszawskiej 8.
Pod koniec stycznia 1945 roku toczyły się tutaj walki pomiędzy wojskami niemieckimi a oddziałami 70 Armii 2 Frontu Białoruskiego. 24 stycznia 1945 roku w wyniku eksplozji wagonów kolejowych zostało zniszczonych 240 budynków w centrum Podgórza. W wyniku eksplozji zginęło co najmniej 31 osób. Pomiędzy 30 stycznia a 1 lutego wojska radzieckie zajęły Toruń. Podgórz wyzwolono wcześniej, 24 stycznia. Podczas wyzwalania miasta ujawniali się zbiegowie z obozów. Na mocy decyzji ministra spraw wewnętrznych ZSRR Ławrientija Berii byli oni aresztowani. Część ujawnionych jeńców zabito pod Łukiem Cezara. Po wojnie trzykrotnie odnajdywano szczątki ofiar II wojny światowej: podczas prac budowlanych fermy tuczu drobiu zakładów jajczarsko-drobiarskich w latach 1947–1948, zakładu Poldrob w latach 1975–1976 i budowy osiedla mieszkaniowego w 2016 roku.

### Historia najnowsza

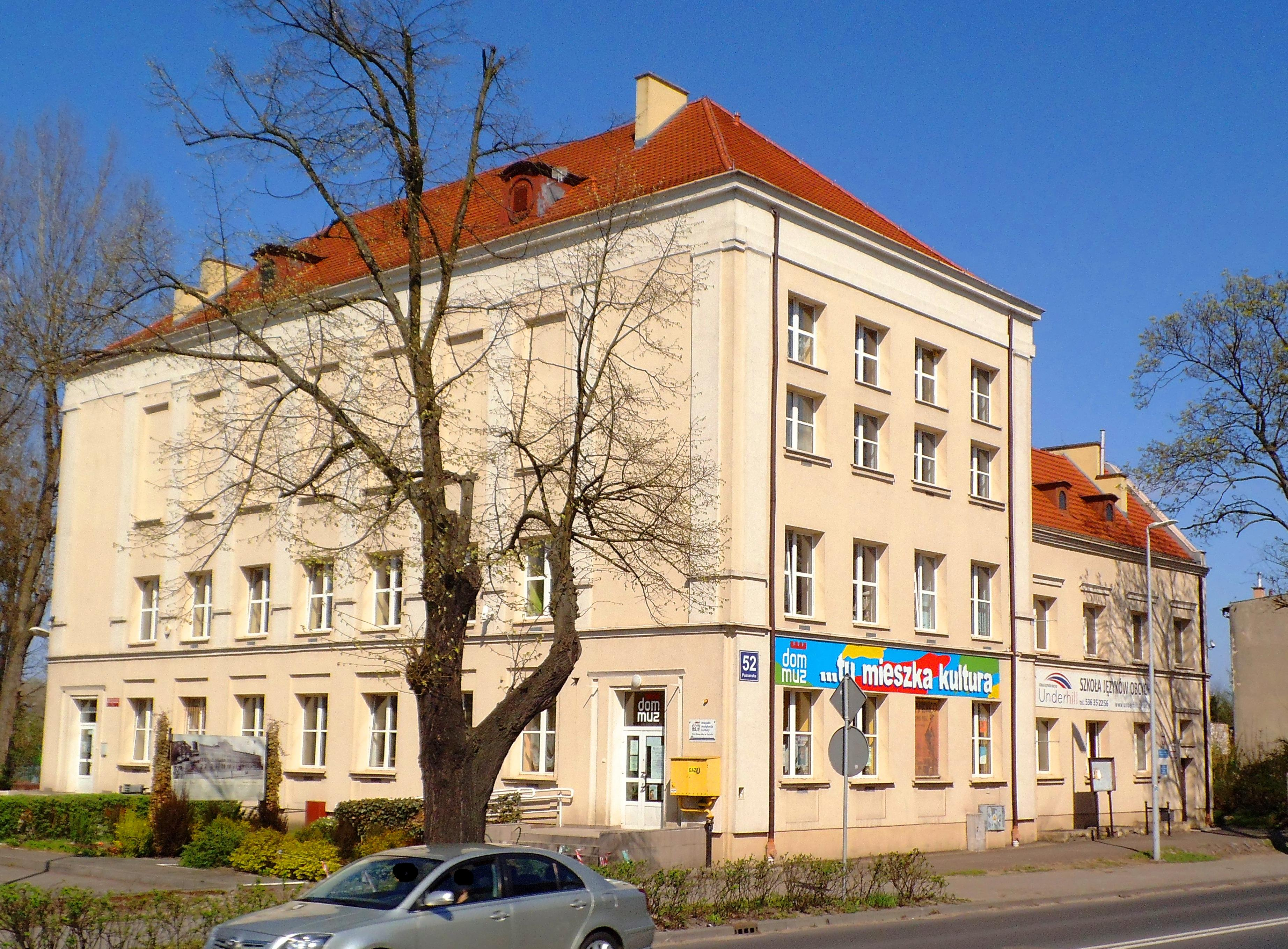
Budynek Domu Muz

Po opuszczeniu ludności niemieckiej zanikł handel oraz przemysł. Ośrodek zdrowia został zdewastowany, brakowało taboru do usuwania śmieci, gazownia była pozbawiona maszyn. 26 czerwca 1946 roku wyremontowana gazownia ponownie zaczęła pracować. 9 lutego 1946 roku wznowiono komunikację autobusową. W II poł. lat 40. uruchomiono Miejską Czytelnię Dziecięcą i Miejski Ośrodek Zdrowia. 1 i 2 lutego 1949 roku parafie św. św. Piotra i Pawła odwiedził Stefan Wyszyński. Kolejne wizyty miały miejsce w dniach 1 i 2 lutego 1953 roku oraz od 12 do 14 września 1969 roku. W latach 60. XX wieku rozpoczęto budowę nowych bloków mieszkalnych (tzw. Nowego Podgórza) na obszarze dawnych obozów jenieckich.
W okresie Polski Ludowej ulica gen. Józefa Hallera nosiła nazwę Juliana Marchlewskiego, gen. Bema Wincentego Pstrowskiego, a marszałka Józefa Piłsudskiego Michała Drzymały. W latach 1989 i 2018 zmieniono nazwy ulic. Dekomunizacja objęła również ulice Armii Ludowej i Związku Walki Młodych.
W latach 1953–1957, na miejscu zniszczonego Browaru Pomorskiego, wzniesiono budynek Dzielnicowego Domu Kultury. Obecnie w budynku mieści się Dom Muz i filia Książnicy Kopernikańskiej. W 1969 roku na ulicy Idzikowskiego 6c otworzono kino Flisak. Kino zamknięto w 1994 roku. Obecnie mieści się tam II oddział Archiwum Państwowego w Toruniu.
W 2011 roku otworzono Wyższą Szkołę Filologii Hebrajskiej, pierwszą szkołę wyższą na lewobrzeżnym Toruniu. Szkoła działała do 2016 roku.

## Demografia
| Rok  | Liczba       |
| ---- | ------------ |
| 1815 | 247          |
| 1828 | 584          |
| 1831 | 533          |
| 1840 | 469          |
| 1861 | 778          |
| 1867 | 817          |
| 1871 | 1108         |
| 1895 | 2945         |
| 1896 | 2632         |
| 1990 | 3200         |
| 1905 | 3619         |
| 1907 | 3694         |
| 1910 | 3637         |
| 1920 | 2837         |
| 1921 | 3220         |
| 1923 | 4985         |
| 1927 | 4760         |
| 1933 | 5079         |
| 1939 | ok. 6,8 tys. |

Spośród 469 osób, które zamieszkiwały Podgórz w 1840 roku, było 284 Polaków oraz 185 Niemców. Wzrost liczby ludności miał miejsce W latach 1867–1871 miał miejsce wzrost liczby ludności, wynikający z rozwoju kolei w regionie. Wówczas liczba ludności wzrastała średnia o 8%. W okresie budowy Twierdzy Toruń w latach 1885–1895 wzrost ludności wynosił ok. 3%. W 1896 roku Podgórz liczył 2632 mieszkańców: 1279 mężczyzn i 1359 kobiet. 919 mieszkańców była wyznania katolickiego, 1655 ewangelickiego. Pozostali mieszkańcy wyznawali judaizm bądź byli przez władze Podgórza określani jako członkowie sekt. Od 25 maja 1854 roku ludność żydowska mieszkająca w Podgórzu przynależała do toruńskiej żydowskiej gminy synagogalnej. Średnio dwie trzecie mieszkańców była wyznania ewangelickiego. W 1920 roku Podgórz liczył 2837 mieszkańców. Rok później liczba ta wzrosła do 3220, przy czym zmieniła się struktura narodowościowa mieszkańców: zaledwie 11% mieszkańców Podgórza nie określała się jako Polacy. W 1927 roku 97% mieszkańców Podgórza stanowili Polacy. W 1933 roku Podgórz liczył 5079 mieszkańców (4884 Polaków, 177 Niemców, 17 Rosjan i jednego Żyda).
Liczba wojskowych kształtowała się następująco: 11 osób (1885), 305 (1895), 443 (1905) i 289 (1910).

## Edukacja

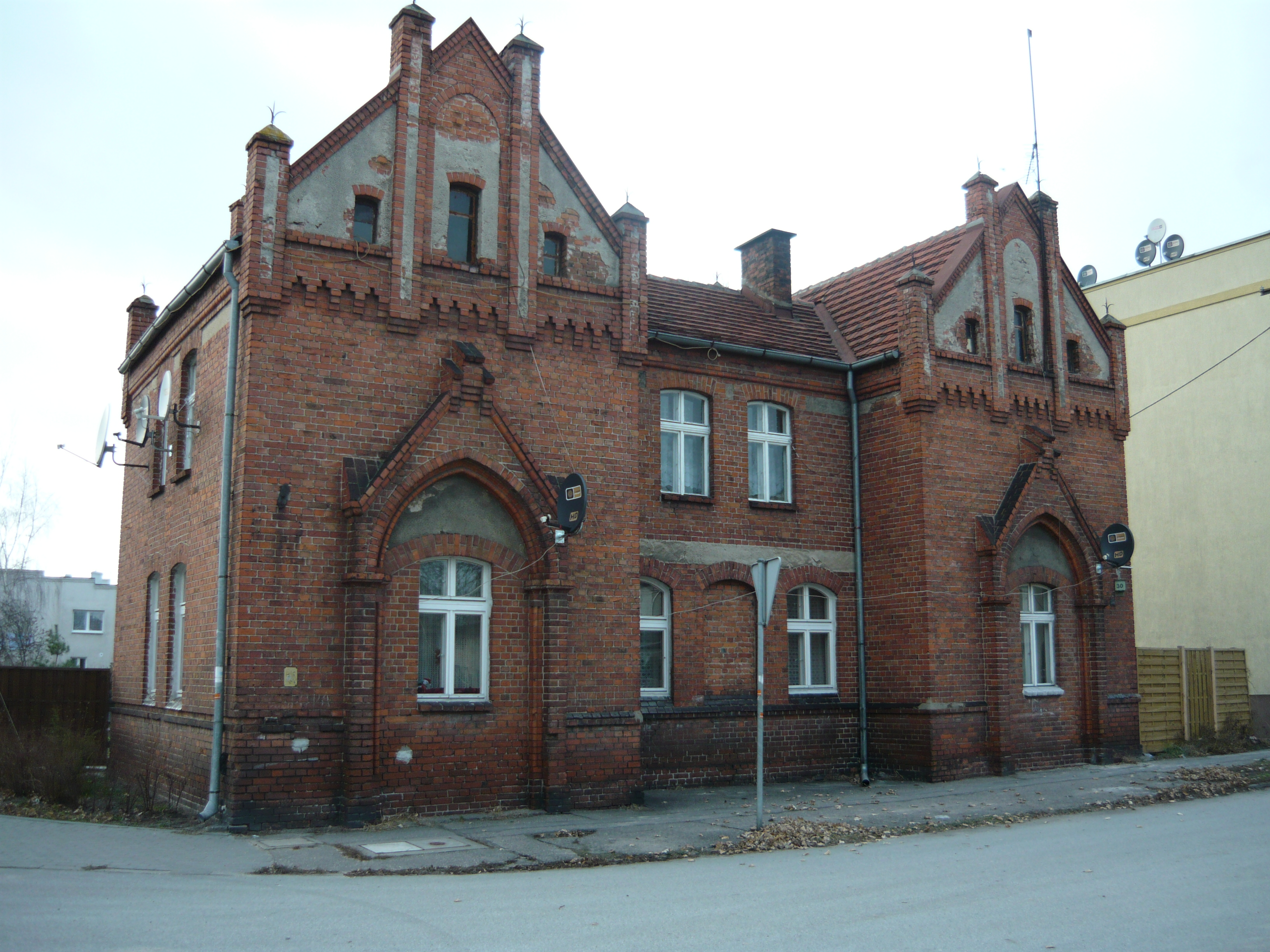
Gmach dawnej szkoły ewangelickiej

Przed 1813 roku w Podgórzu znajdował się katolicki dom szkolny. Po pożarze Podgórza dzieci uczyły się w klasztorze, gdzie zakonnicy bezpłatnie nauczali podstawowych rzeczy. Pierwsza szkoła ewangelicka mieściła się w domu prywatnym. Szkołę ewangelicką otworzono w 1896 roku. W chwili otwarcia liczyła pięć klas, 353 uczniów i pięciu nauczycieli. W 1907 roku szkoła liczyła sześć klas, 375 uczniów, siedmiu nauczycieli i dwie nauczycielki. Pomimo prób zablokowania inwestycji, w 1936 roku rozbudowano szkołę. Od połowy XIX wieku, przy dzisiejszej ulicy Poznańskiej 127, działała katolicka szkoła powszechna (później SP nr 1). W 1896 roku szkoła liczyła trzy klasy, 197 uczniów i dwóch nauczycieli. W 1907 roku szkoła liczyła cztery klasy, 224 uczniów i trzech nauczycieli. W latach 1925–1926 planowano budowę nowej szkoły podstawowej. W latach 1926–1927 planowano znaczącą rozbudowę istniejącej szkoły, jednak w wyniku braku pieniędzy i kryzysu gospodarczego planów nie zrealizowano. Budynek szkoły został uszkodzony w wyniku eksplozji z 24 stycznia 1945 roku. W latach 1907–1910 działała prywatna szkoła dla panien Schulverein Podgorz (pol. Podgórskie Towarzystwo Szkolne). W 1910 roku kuratorium wstrzymało zezwolenie na prowadzenie działalności. Szkoła mieściła się przy dzisiejszej ulicy Wyrzyskiej 7.
W Podgórzu istniała szkoła żydowska. W 1844 roku uczyło się w niej czworo dzieci.
Od października 1906 do maja 1907 roku w Podgórzu trwał protest szkolny przeciwko zakazowi nauki lekcji religii w języku ojczystym. Uczniowie biorący udział w strajku zostawali karnie po lekcjach, a rodzice uczniów byli karani finansowo.
Po przyłączeniu Podgórza do Torunia, szkoła podstawowa nr 1 otrzymała nr 15. W roku szkolnym 1938/1939 uczyło się w niej 579 uczniów i pracowało jedenastu nauczycieli. Obok szkoły numer 15 działała również żeńska szkoła powszechna nr 2 (po 1938: nr 16). Po II wojnie światowej uczniowie uczyli się w przedwojennych budynkach, wymagających pilnego remontu. W październiku 1965 roku w ramach budowy szkół tysiąclecia rozpoczęto budowę nowego budynku dla szkoły podstawowej nr 15. Szkołę otworzono w 1966 roku i otrzymała imię Władysława Broniewskiego. W szkole uczyło się 900 dzieci, miała 15 pomieszczeń lekcyjnych, 10 klasopracowni, gabinety specjalistyczne, świetlicę i salę gimnastyczną.

## Komunikacja zbiorowa
Najstarsza znana informacja o regularnej komunikacji zbiorowej do Podgórza pochodzi z 1903 roku. W 1924 roku uruchomiono regularną linię autobusową Toruń Miasto – Toruń Główny, a w 1926 roku linię Podgórz Rynek – Toruń Miasto. Do oddania mostu drogowego w 1934 roku przeprawa z Torunia do położonego na lewej stronie Wisły Torunia Głównego odbywała się przez most kolejowo-drogowy lub parowcem przez rzekę. Po oddaniu most drogowego do użytku rozważano budowę linii trolejbusów na lewobrzeże. Zdecydowano się na budowę linii tramwajowych. Pętlę tramwajową wybudowano na terenie obecnego placu Armii Krajowej. Na przystanku wybudowano wiatę, według projektu inż. Zbigniewa Wahla. W 1936 roku powstał projekt budowy linii tramwajowej z Torunia Głównego do Podgórza. Projekt nigdy nie został zrealizowany. W latach 30. autobusy na trasie Toruń – Podgórz kursowały codziennie od 8 do 22, a odjeżdżały co godzinę. Podczas II wojny światowej kursowały autobusy na gaz drzewny. Jeździły one przez tymczasowy most drogowy. Po zakończeniu II wojny światowej Podgórz był pozbawiony komunikacji publicznej. Kursy autobusowe ponownie uruchomiono 9 lutego 1946 roku.

## Religia

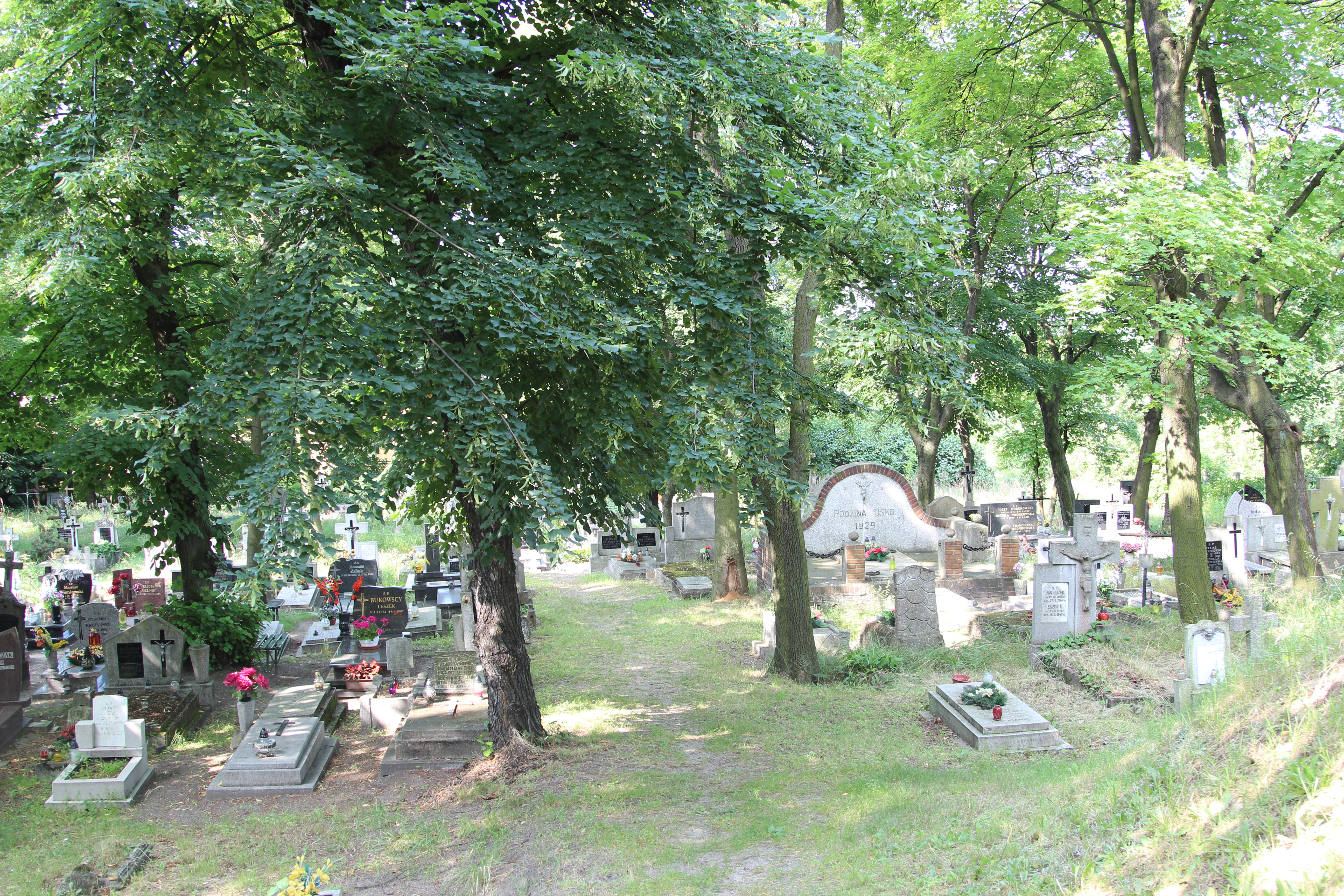
Cmentarz św. św. Piotra i Pawła, widok ogólny

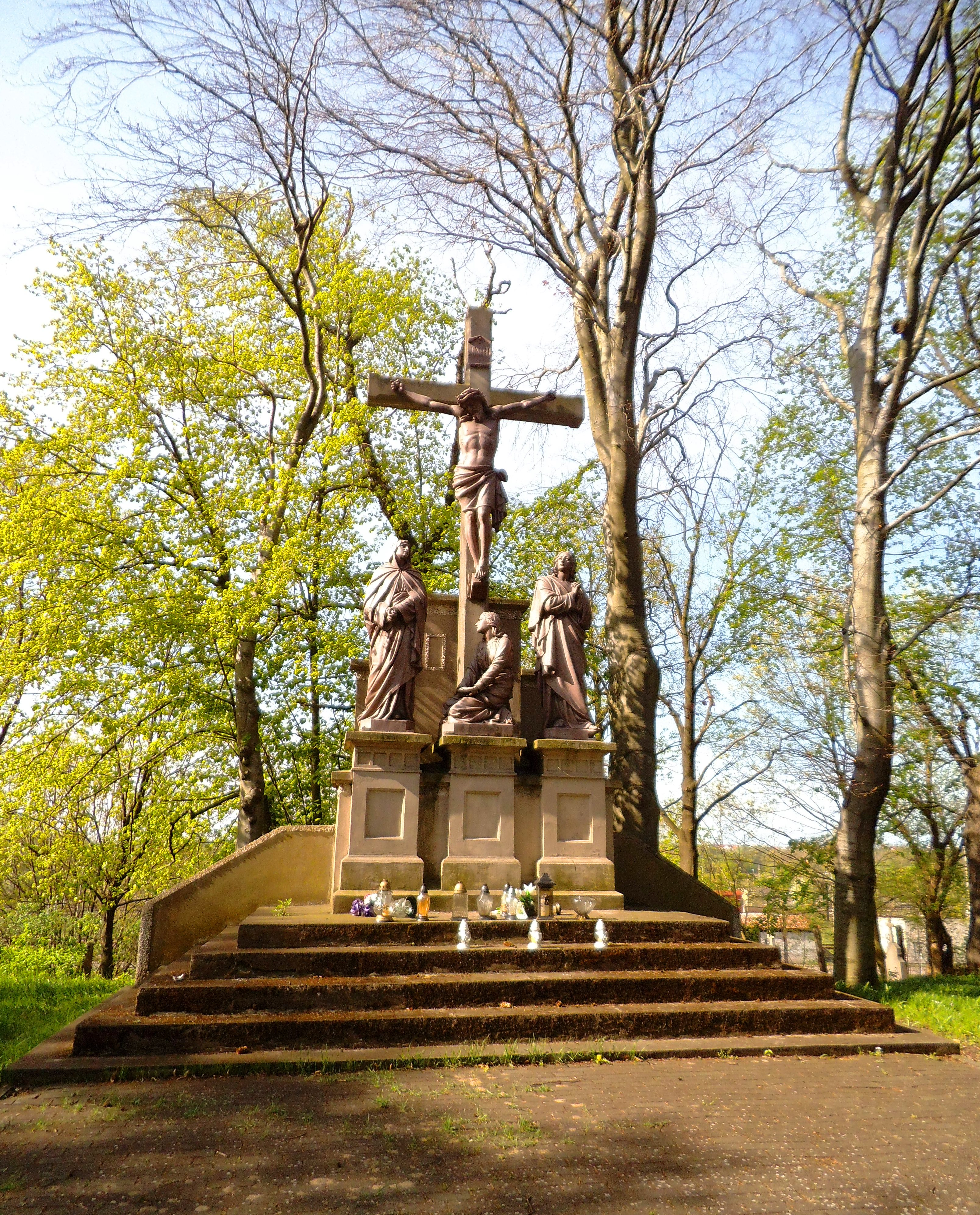
Golgota z 1911 roku

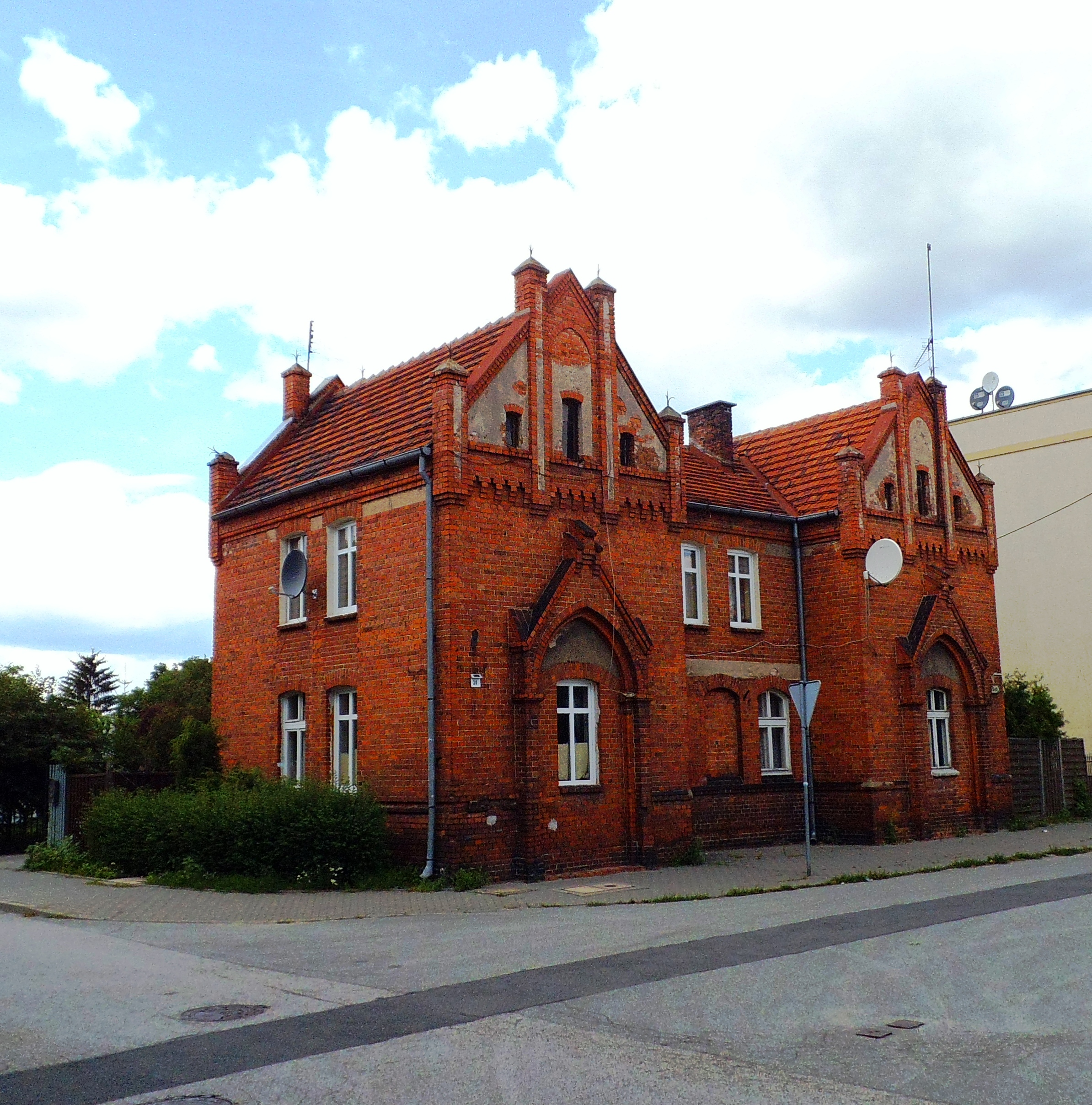
Dawna kostnica z 1907 roku

Do połowy XIX wieku w Podgórzu dominowała społeczność katolicka (63,6% w 1831 roku). W wyniku napływu robotników, pracowników kolejowych i wojskowych pochodzenia niemieckiego, w latach 60. XIX wieku społeczność ewangelicka stała się dominująca. W pierwszej dekadzie XX wieku 70% mieszkańców była wyznania ewangelickiego. W Podgórzu mieszkała niewielka społeczność żydowska (1895 – 44 osoby, 1,1%, 1910 – 9 osób, 0,2%).
Dawniej katolicy modlili się w kościele św. Anny. Kościół wybudowano pod koniec XVI wieku. Świątynie zburzyły wojska napoleońskie w 1813 roku. Obecnie ludność katolicka modli się w Kościele Świętych Apostołów Piotra i Pawła. Kościół wybudowano w 1644 roku, konsekrowano w 1659 roku. Do 1832 roku kościół należał do zakonu franciszkanów. Po kasacie zakonu świątynia zyskała funkcję parafialną. W 1987 roku franciszkanie wrócili do Podgórza. Przez dłuższy czas parafia św. Piotra i Pawła należała do archidiecezji gnieźnieńskiej (dekanat Gniewkowo). Parafia obejmowała miasto Podgórz i 41 pobliskich miejscowości. Po ustanowieniu w 1938 roku parafii Najświętszej Maryi Panny Królowej Polski w Cierpicach parafia zmniejszyła swój obszar. Przed podziałem parafia liczyła 10 300 osób. Przy parafii działały organizacje pobożne (między innymi: Żywy Różaniec, liczący w 1934 roku 970 osób, Bractwo Matek Chrześcijanek, liczące w 1939 roku 500 osób). Aktywnie działało również Bractwo Niepokalanego Poczęcia NMP Królowej Korony Polskiej. Bardzo ważną postacią dla parafii św. Piotra i Pawła był ks. Józef Domachowski, proboszcz parafii, działacz społeczny i kulturalny. Od 2 maja 1926 roku w Podgórzu funkcjonowało Zgromadzenie Córek NMP.
Ludność ewangelicka modliła się w kościele ewangelickim, budowanym w latach 1896–1897. W 1937 roku przy kościele wybudowano dzwonnicę. Kościół został zniszczony w wyniku bombardowań we wrześniu 1939 roku. Parafię ewangelicko-unijną założono w 1891 roku. Do 1897 roku do parafii należała osada Otłoczyn. Pierwszym pastorem parafii był Friedrich Endelmann, przebywający tam w latach 1891–1912. W latach 1912–1920 proboszczem był Carl Friedrich Paul Greger. W latach 1920–1932 był wakat stanowiska. Parafię obsługiwali pastorowie z Rudaka (do 1927), a następnie z Torunia. 1 sierpnia 1932 roku pastorem parafii został Otto Alfred Max Hermann.
W połowie lat 30. XX wieku w Podgórzu pojawili się badacze Pisma Świętego. Według zachowanej dokumentacji, w okolicach 1931 roku organizowali spotkania religijne dla ludności polsko i niemieckojęzycznej.
W 2000 roku toruńscy baptyści kupili kamienicę przy ulicy Poznańskiej z myślą o wykorzystaniu jej na siedzibę zboru.
Obie społeczności miały własne cmentarze. Na starym cmentarzu katolickim zachowała się rzeźba Golgoty, nagrobki zasłużonych mieszkańców Podgórza i prywatna kaplica grobowa Jaugschów. Od 1937 roku parafia św. św. Piotra i Pawła korzysta z cmentarza przy ul. Poznańskiej 146/148, nazywanego przez mieszkańców cmentarzem na Kluczykach. Cmentarze ewangelickie (tzw. stary i nowy) zachowały się w złym stanie. Stary cmentarz ewangelicki (położony w pobliżu skrzyżowania ul. Poznańskiej z ul. Inowrocławską) powstał w latach 40. XIX wieku. Prawdopodobnie ok. 1870 roku zaczął być zaniedbywany, jednak obiekt był czynny do lat 20. XX wieku. Nowy cmentarz ewangelicki jest największym cmentarzem tego typu na lewobrzeżnym Toruniu. Jest położony przy ul. Poznańskiej 313. Data założenia nowego cmentarza jest nieznana. Prawdopodobnie powstał w latach 1898–1902. Cmentarz zamknięty po 1945 roku. Do drugiej połowy XIX wieku istniał również cmentarz żydowski pochodzący prawdopodobnie z XVIII wieku, na obszarze pomiędzy torami kolejowymi a Fortem XI. Był on używany do połowy XIX wieku. Obecnie za sprawą społeczników zabytkowe cmentarze są odnawiane. Zmarłych chowano również przy kościołach.

## Zabytki nieruchome wpisane do rejestru zabytków
- Barokowy kościół poreformacki pw. św. Apostołów Piotra i Pawła wraz z klasztorem (obecnie franciszkanów) przy ul. Poznańskiej, ufundowany w 1644 roku; w 1661 roku ukończono budowę kościoła, klasztor uległ kasacie w 1832 roku, w 1987 roku powrócili tu franciszkanie[90][91]
- cmentarz św. św. Piotra i Pawła przy ul. Poznańskiej 104 założony w 1811 roku z centralnie umiejscowioną figurą Męki Pańskiej, ufundowaną w miejscu zniszczonego podczas wojen napoleońskich kościółka św. Anny[92][93]
- Fort XI Twierdzy Toruń im. Stefana Batorego przy ul. Poznańskiej 152[94]
- Fort XII Twierdzy Toruń im. Józefa Bema na rogu ul. Okólnej i Inowrocławskiej[94]
- Bateria pancerna z wieżą artyleryjską obrotową tzw. A.B.IV przy ul. Poznańskiej 191-199[95]
- Zespół baterii półpancernej S.L.B. kalibru 105 przy ul. gen Władysława Andersa 93[96]
- Siedziba ratusza i poczty przy ul. Poznańskiej 63–65, wybudowany w 1907 roku. Wcześniejszą siedzibą władz Podgórza był niewielki dom z 1853 roku, mieszczący się przy ulicy Parkowej 32. Budynek zaprojektował Richard Kuhr z Torunia. 11 września 1907 roku gmach oddano do użytku. W latach 1947–1948 budynek adaptowano na ośrodek zdrowia[97][98]
- Kompleks gazowni i stacji wodociągowej przy ul. Poznańska 124/126, pochodzący z 1908 roku[99][98]

## Ludzie związani z Podgórzem
- ks. Józef Domachowski – proboszcz parafii św. Piotra i Pawła, działacz społeczny i kulturalny[100]
- Melania Sinoracka – lekkoatletka[101]
- Tadeusz Zakrzewski – historyk, bibliofil, badacz dziejów Torunia[102]
- Krzysztof Milkowski – polski aktor[103]